# Kogoyendé
Kogoyendé est une localité située dans le département de Barsalogho de la province du Sanmatenga dans la région Centre-Nord au Burkina Faso.

## Géographie
Constitué de centres d'habitations dispersés, Kogoyendé se situe à 7 km au nord-est de Barsalogho, le chef-lieu du département, et à environ 70 km au nord-est de Kaya.

## Histoire
Après une série d'attaques djihadistes terroristes dans le nord du département en 2019 ayant entraîné plusieurs dizaines de morts, Kogoyendé est à son tour victime d'un assaut d'un groupe d'hommes armés le 10 février 2021 qui tue le chef coutumier du village, le Naaba Tanga de son vrai nom Kiougou Sawadogo, et son frère cadet,.

## Économie
L'activité économique principale de Kogoyendé est l'agro-pastoralisme.

## Éducation et santé
Le centre de soins le plus proche de Kogoyendé est le centre médical avec antenne chirurgicale (CMA) de Barsalogho tandis que le centre hospitalier régional (CHR) se trouve à Kaya.
Kogoyendé possède une école primaire publique.